# Houdilcourt
Houdilcourt ist eine französische Gemeinde mit 143 Einwohnern (Stand 1. Januar 2022) im Département Ardennes in der Region Grand Est (vor 2016 Champagne-Ardenne). Sie gehört zum Arrondissement Rethel, zum Kanton Château-Porcien und zum Gemeindeverband Pays Rethélois.

## Geografie
Die Gemeinde Houdlicourt liegt an der Retourne, etwa 20 Kilometer nördlich von Reims an der Grenze zum Département Marne. Umgeben wird Houdilcourt von den Nachbargemeinden Asfeld im Nordosten, Sault-Saint-Remy im Osten, Boult-sur-Suippe im Süden, Saint-Étienne-sur-Suippe im Südwesten, Poilcourt-Sydney im Westen sowie Vieux-lès-Asfeld im Nordwesten.

## Bevölkerungsentwicklung
| Jahr                       | 1962 | 1968 | 1975 | 1982 | 1990 | 1999 | 2007 | 2019 |
| Einwohner                  | 134  | 106  | 111  | 125  | 153  | 140  | 150  | 131  |
| Quellen: Cassini und INSEE |      |      |      |      |      |      |      |      |

## Sehenswürdigkeiten
- Kirche St. Peter in Ketten (Saint-Pierre-aux-Liens)